# Église Saint-Germain-d'Auxerre d'Hermeray
Pour les articles homonymes, voir Église Saint-Germain-d’Auxerre.
L'église paroissiale catholique de St-Germain-d'Auxerre se trouve à Hermeray, commune du département des Yvelines en région Île-de-France.

## Historique

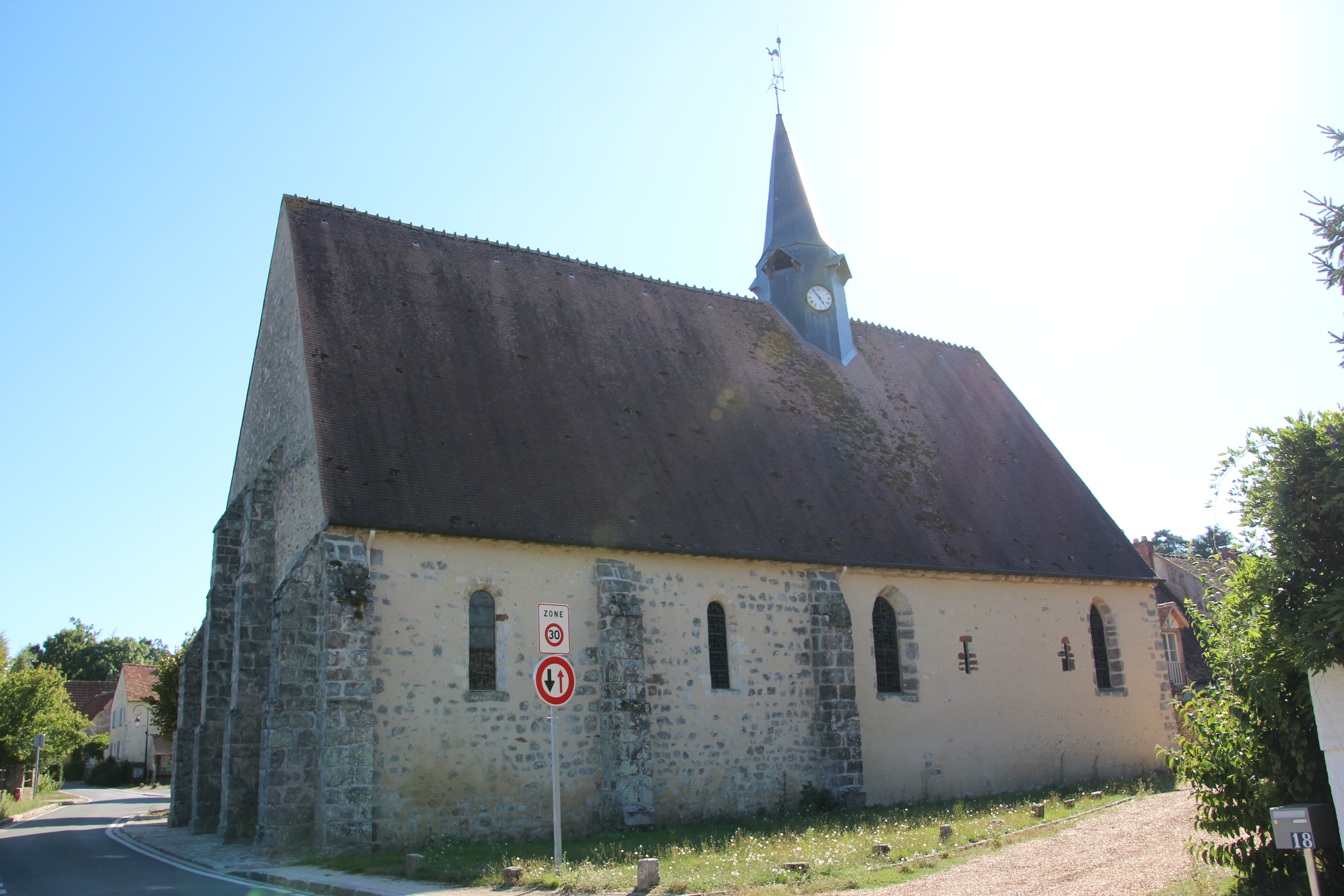
Église Saint-Germain-d'Auxerre d'Hermeray en 2013.

Sa construction remonte au XIIe siècle. La charpente date du XVIe siècle et le vaisseau sud du XVIIe siècle.
À la Révolution, la cloche de l’église est fondue, les sépultures des seigneurs de Voisin inhumées dans le chœur de l’église pillées pour récupérer le plomb.
L'église est inscrite au titre des monuments historiques par arrêté du 6 mars 1950.

## Description

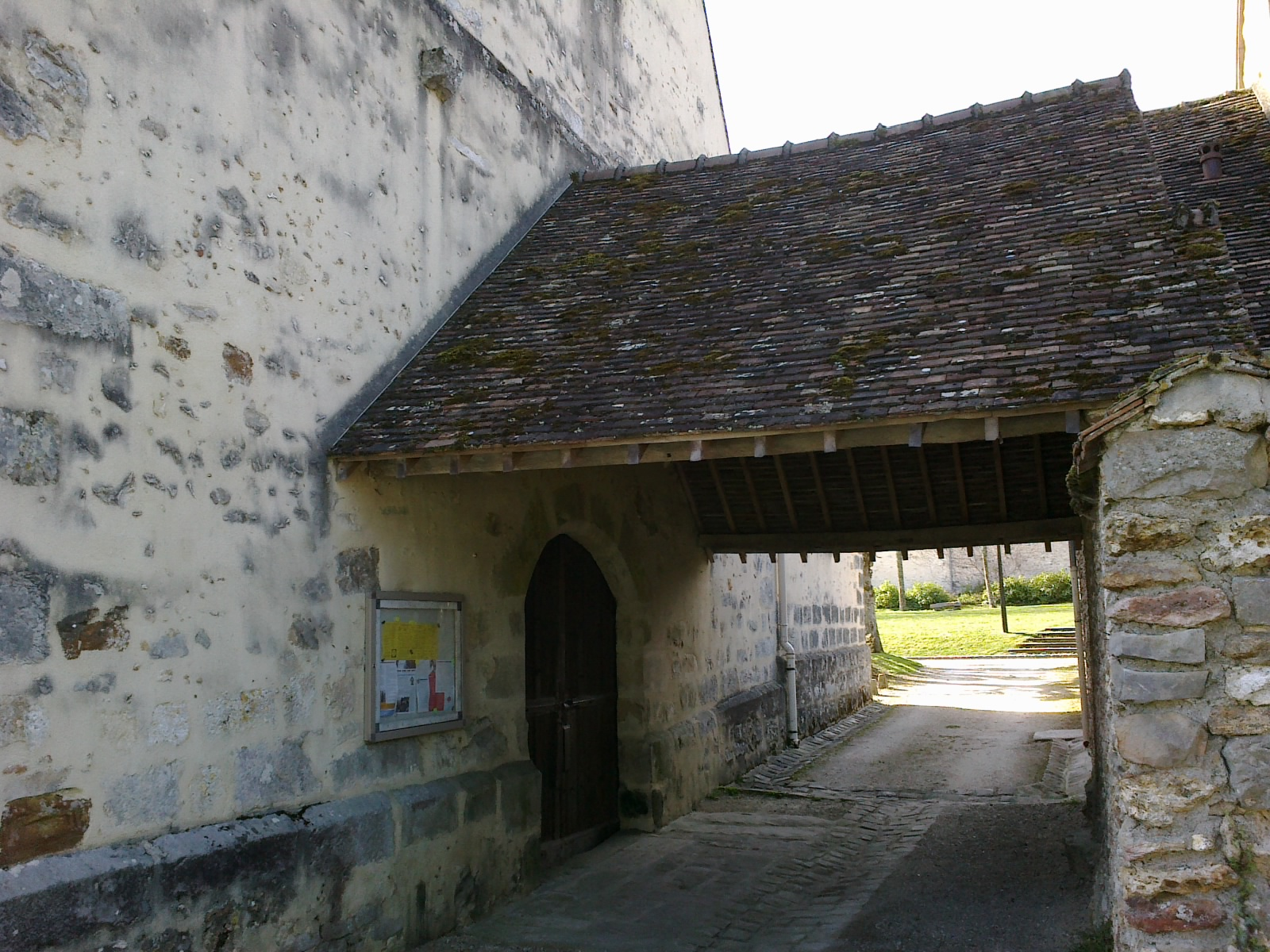
Le porche de l'église.

La litre funéraire de la famille des Moufle de Georville, seigneurs de Voisins et d'Hermeray, est encore visible. La charpente lambrissée et le carrelage ont été refaits en 1835 par Philibert Caziot. Le clocher est restauré par Dominique Bion en 1890.

## Paroisse

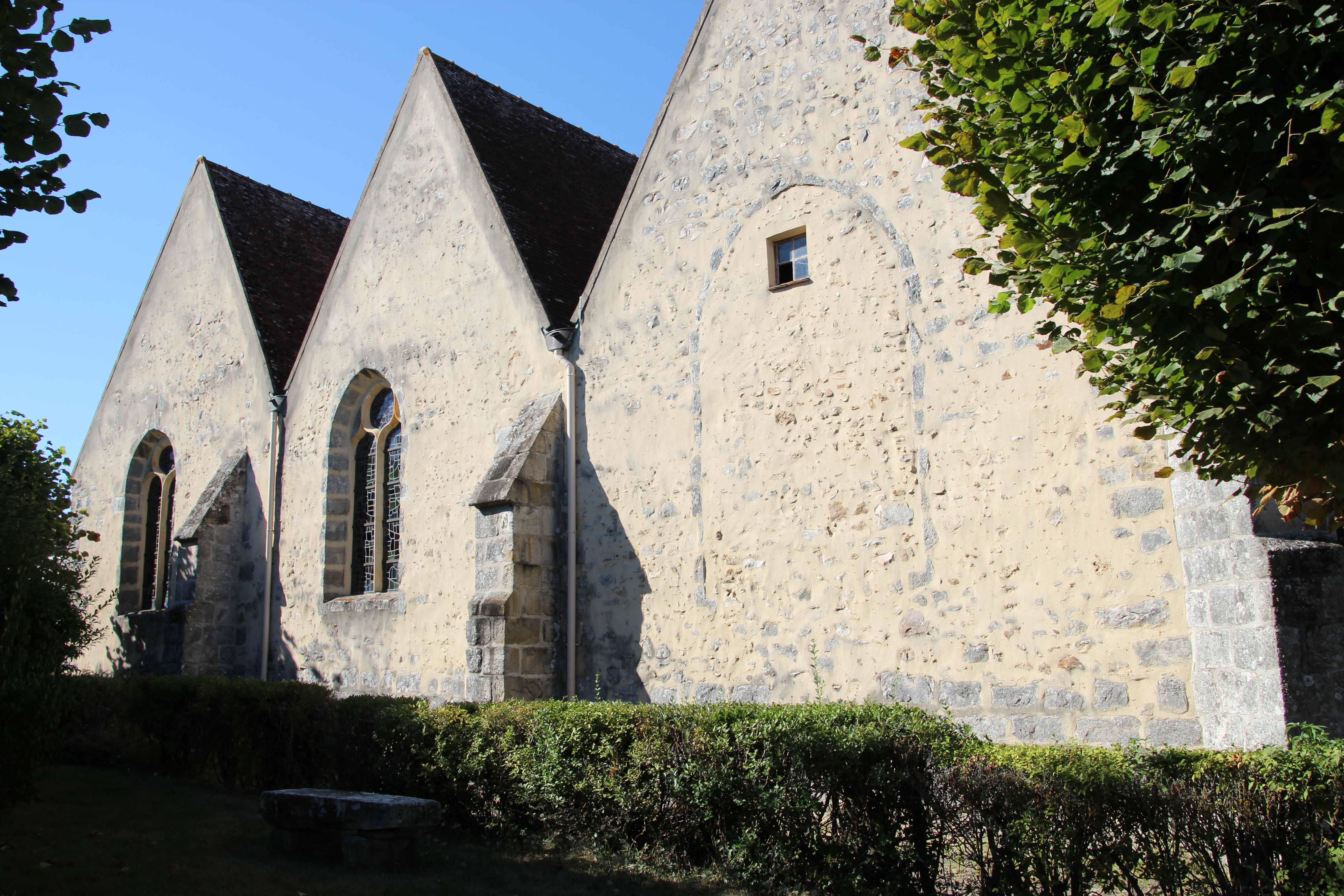
L'église en 2013.

La paroisse fut donnée par Amaury Ier de Montfort au prieuré Saint-Thomas d'Épernon qui la garda jusqu’à la Révolution. L'église est aujourd'hui rattachée à la paroisse Saint-Germain d'Auxerre.